# شلتر کوو (کالیفرنیا)
شلتر کوو (به انگلیسی: Shelter Cove) یک منطقهٔ مسکونی در ایالات متحده آمریکا است که در شهرستان هامبولت، کالیفرنیا واقع شده‌است. شلتر کوو ۱۵٫۰۹۹ کیلومتر مربع مساحت و ۶۹۳ نفر جمعیت دارد و ۴۲ متر بالاتر از سطح دریا واقع شده‌است.